# Legnanino

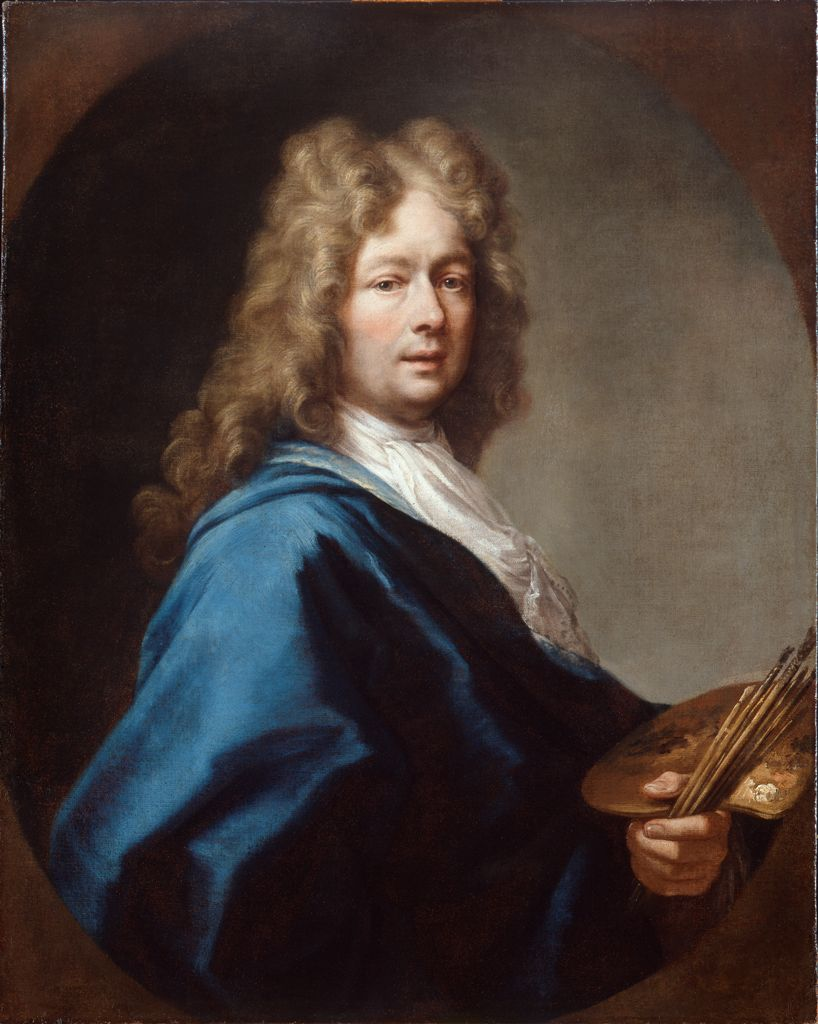
Autorretrato. Pinacoteca de Brera

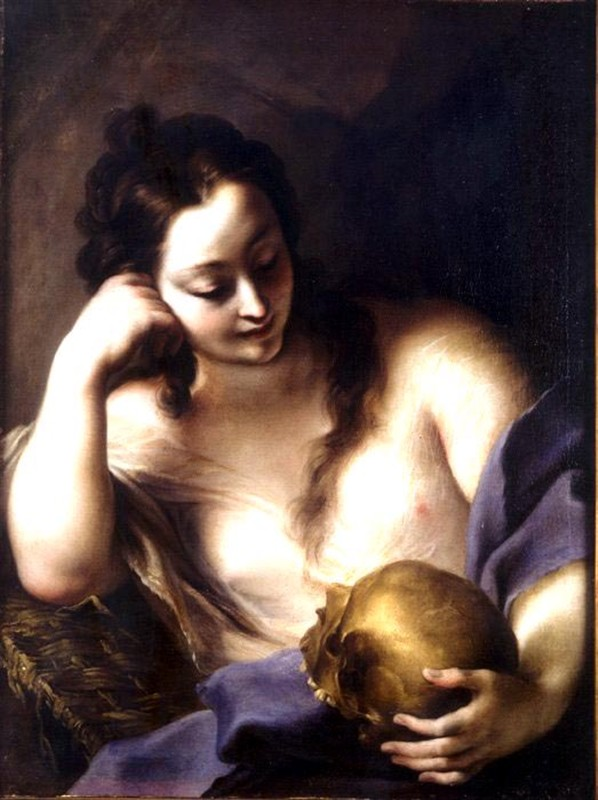
Magdalena penitente

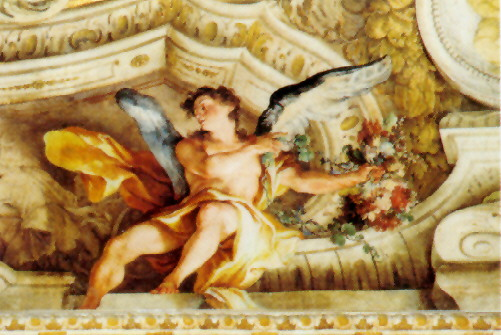
Detalle de los frescos del Palazzo Carignano

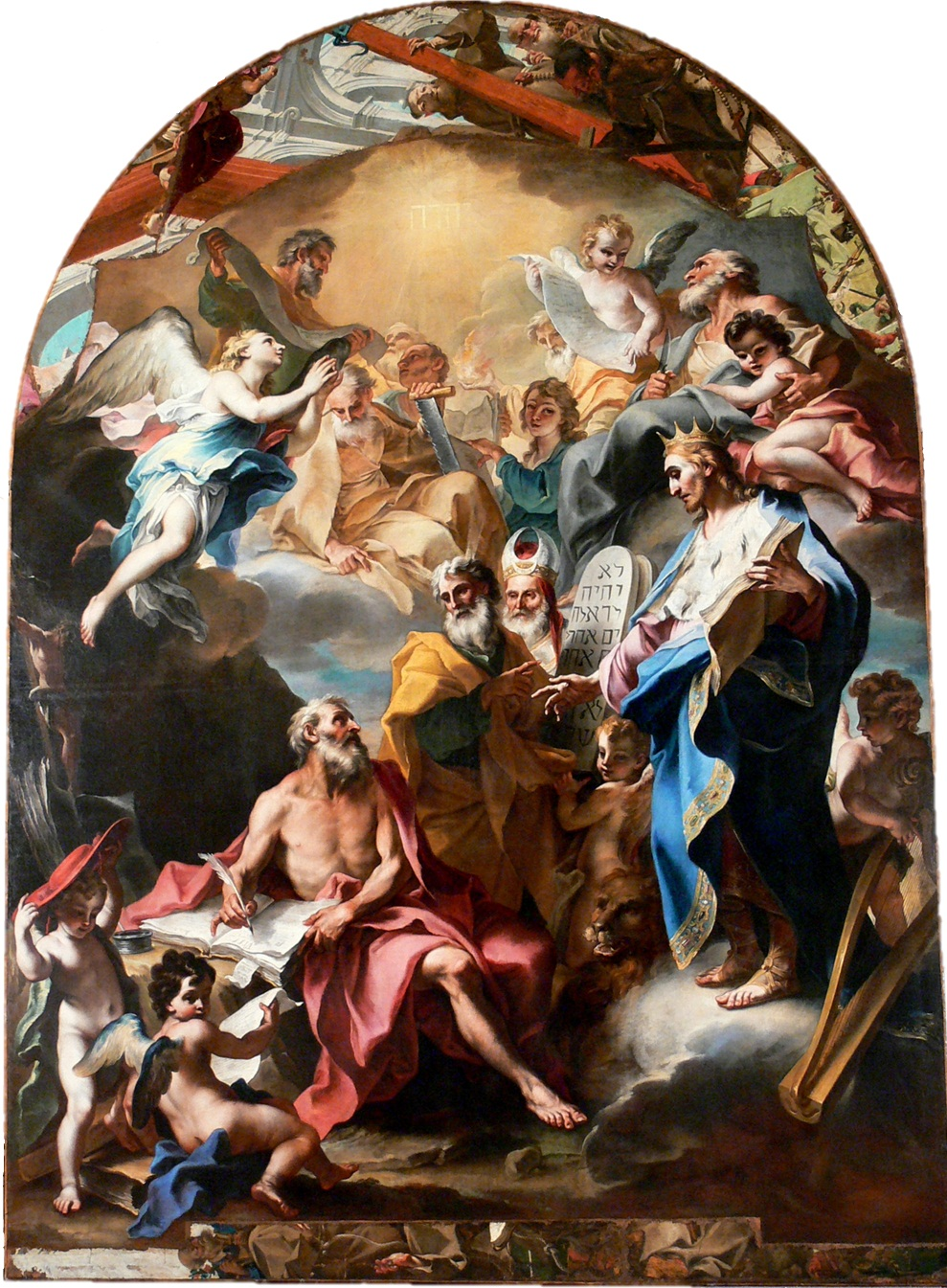
San Jerónimo traduce las Sagradas Escrituras

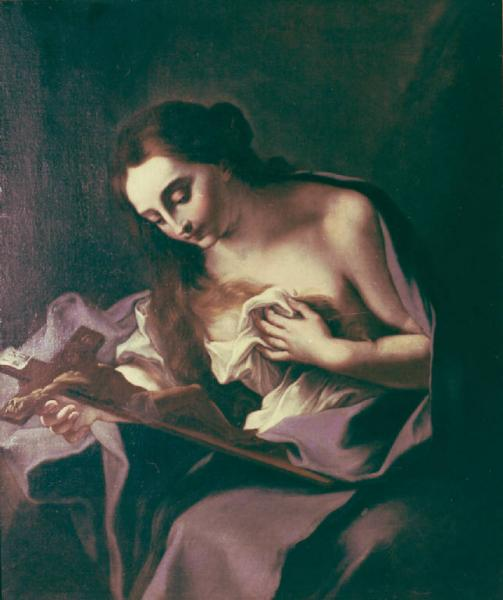
Magdalena penitente, Museo di Crema.

Stefano Maria Legnani, llamado Legnanino (Milán, 6 de abril de 1661 - Milán, 4 de mayo de 1713), fue un pintor italiano activo durante el Barroco tardío.

## Biografía
Hijo del también pintor Cristoforo Legnani, se le apodó Legnanino para distinguirle de su progenitor. Marchó pronto a Bolonia para aprender el arte junto a Carlo Cignani. Posteriormente (1686), marchó a Roma para continuar su formación con Carlo Maratta, de quien adoptó su estilo clasicista. También recibió la influencia de Baciccio.
Con el comienzo del nuevo siglo, Legnani aclara su paleta, llenando su pintura de luz y efectos dramáticos. Su labor prefigura el Rococó, que se impondrá con posterioridad.
A pesar de su formación con Maratta, el Legnanino se acabó alejando de sus principios académicos, impregnando su producción de un fuerte sentimentalismo. Una de sus mejores obras son los luminosos frescos del Palazzo Carignano en Turín, o los de la nave central de la Catedral de Monza.
Trabajó en buena parte del norte de Italia, ejecutando obras en las regiones de Novara, Piamonte, Liguria y Lombardía.
Stefano Maria Legnani murió el 4 de mayo en su ciudad natal de Milán, siendo enterrado en la iglesia de Sant'Angelo, de los Observantes Menores, institución para la cual había trabajado en diversas ocasiones.

## Obras destacadas

### Lienzos
- Virgen del Rosario con Santo Domingo y Santa Rosa de Lima (1700-05, Pinacoteca Civica, Caravaggio)
- Coronación de la Virgen (Sant'Angelo, Milán)
- Escenas de la Vida de Santiago (Sant'Angelo, Milán)
- Natividad con San Jerónimo (San Marco, Milán)
- San Jerónimo traduce las Sagradas Escrituras (San Marco, Milán)
- San Agustín lava los pies de Cristo (San Marco, Milán)
- Magdalena penitente (colección particular)
- Arrepentimiento de Cristo (Sacro Monte di Varese)
- Magdalena penitente (Museo Civico, Crema)
- Bodas de Caná (San Rocco, Miasino)
- Un rayo mata a los judíos profanando la hostia, Museo de la Cartuja de Pavia
- Inmaculada Concepción (Cappella Reale, Monza)
- Inmaculada Concepción (1691, Abadía de Saint Gall, Suiza)
- Nacimiento de la Virgen (1707, San Massimo, Turín)

### Obras al fresco
- Frescos del Palazzo Carignano, Turín
- Frescos de la nave central de la Catedral de Monza (1693)
- Frescos de San Gaudenzio, Novara
- Coronación de Esther (Incoronata, Lodi), fresco